# Neuville-près-Sées
Neuville-près-Sées foi uma comuna francesa na região administrativa da Normandia, no departamento Orne. Estendia-se por uma área de 14,89 km². Em 2010 a comuna tinha 134 habitantes (densidade: 9 hab./km²).
Em 1 de janeiro de 2016, passou a formar parte da comuna de Chailloué.